# Svjetski kup u vaterpolu 1993.
Svjetski kup u vaterpolu 1993. osmo je izdanje ovog natjecanja. Održan je u Ateni u Grčkoj od 6. do 11. svibnja. 

## Konačni poredak
| Mj. | Država     |
| --- | ---------- |
| 1.  | Italija    |
| 2.  | Mađarska   |
| 3.  | Australija |
| 4.  | SAD        |
| 5.  | Rusija     |
| 6.  | Njemačka   |
| 7.  | Grčka      |
| 8.  | Kuba       |